# جیمز وون (بازیکن فوتبال، زاده ۱۹۸۸)
جیمز الیور وون (انگلیسی: James Oliver Vaughan؛ زادهٔ ۱۴ ژوئیهٔ ۱۹۸۸) بازیکن فوتبال اهل انگلستان است.

## باشگاهی
از باشگاه‌هایی که در آن بازی کرده‌است می‌توان به اورتون، دربی کانتی، و لستر سیتی، کریستال پالاس، نوریچ سیتی، هادرسفیلد تاون، بیرمنگام سیتی، بری، ساندرلند و ویگان اتلتیک اشاره کرد.